# Ljubov' Rusanova
Ljubov' Petrovna Rusanova (in russo Любовь Петровна Русанова?; Krasnodar, 2 febbraio 1954) è un'ex nuotatrice sovietica che ha vinto la medaglia d'argento nei 100 metri rana e la medaglia di bronzo nei 200 metri rana alle Olimpiadi di Montréal 1976. Ha vinto anche una medaglia d'argento nei 100 metri rana ai Campionati mondiali di nuoto del 1973; lo stesso anno ha vinto la medaglia d'oro alla VII Universiade.

## Biografia
Suo padre era un fabbro e la madre lavorava in un asilo. Hanno avuto quattro figli: i fratelli maggiori Vasilij e Nikolai, e i gemelli Anatoly e Ljubov'; tutti e quattro hanno gareggiato nel nuoto, anche se il fratello Anatoly ha smesso in giovane età. Non esisteva una piscina a Krasnodar fino al 1967, e pertanto si allenavano nel fiume Kuban', le cui acque erano riscaldate per tutto l'anno per via della vicina centrale termoelettrica.
Dopo essersi ritirata nel 1976 ha lavorato come allenatrice di nuoto.
Negli anni 2000 era ancora in competizione nella categoria "Master".